# Škola základ života
Škola základ života je česká filmová komedie režiséra Martina Friče z roku 1938 natočená podle stejnojmenné hudební komedie a fejetonů Jaroslava Žáka. Film o tom, jak spolu vycházejí studenti a jejich pedagogové, co zábavného se dá zažít v hodinách, jsou-li ve třídě správní recesisté. Profesorský sbor má ve svých řadách přísné pedanty, kteří v žácích vidí svoloč, která jen narušuje jejich autoritu, ale také rozumné učitele, ti mají pochopení pro mládí a nevybouřenost žáků.

## Tvůrčí štáb
- Divadelní předloha: Jaroslav Žák
- Scenario napsal: Václav Wassermann
- Hudba: Julius Kalaš
- Foto: Jan Stallich
- Stavby: Št. Kopecký
- Produkce: Antonín Procházka
- Vyrobeno v ateliérech: AB Barrandov
- Zvuk: V. Taraba
- Režie: Martin Frič

## Herecké obsazení
| Theodor Pištěk       | ředitel gymnázia                                 |
| František Smolík     | prof. Gábrlík, přírodopis                        |
| Ladislav Boháč       | prof. Bartoš, francouzština                      |
| František Kreuzmann  | prof. Lejsal, němčina, latina, třídní VII. třídy |
| Jaroslav Marvan      | prof. Kolísko, čeština                           |
| Václav Trégl         | prof. Koďousek, matematika                       |
| Karel Postranecký    | prof. Mykiska, dějepis                           |
| Čeněk Šlégl          | prof. Lusk, tělocvik                             |
| Lola Skrbková        | prof. Suchánková, biologie                       |
| Marie Burešová       | Božena Lachoutová, supl. profesorka              |
| František Roland     | zemský školní inspektor Randa                    |
| Gustav Hilmar        | školník Mleziva                                  |
| Zdenka Baldová       | matka studenta Živného                           |
| Jaroslav Průcha      | nezaměstnaný dělník Benetka, otec Jindry         |
| Antonín Novotný      | Jindra Benetka, septimán                         |
| Richard Strejka      | Antonín Holous, septimán                         |
| Ladislav Pešek       | Áda Čuřil, septimán                              |
| František Filipovský | Ludvík Krhounek, septimán                        |
| Jaroslav Palát       | Boukal, septimán                                 |
| Věra Gabrielová      | Máňa Hájková, septimánka                         |
| Zorka Janů           | Jiřina Nováková, septimánka                      |

## Děj
Děj se odehrává na reálném gymnáziu. Sedmá třída (septima) se připravuje na sportovní závody o středoškolský pohár. Řediteli školy se ale dostane do ruky recesistický třídní časopis „Řev septimy“, v němž žáci karikují učitelský sbor. Ředitel dospěje k závěru, že reputace kantorů došla úhony, a tak žáci dostanou na výběr – buď se autor článku přihlásí, nebo se nebudou moci zúčastnit turnaje. Společně s třídním učitelem vystoupí před třídu a apeluje na žáky, aby se přiznali, na což nikdo nereflektuje. Kdo článek napsal, neví ani největší třídní výlupci Čuřil, Holous, Benetka aj. Zemský školní inspektor posílá na školu Boženu Lachoutovou, mladou suplující profesorku, která se stane v septimě oblíbenou.
Šprt septimy Krhounek vyzradí třídnímu profesorovi Lejsalovi, že se Čuřil s Holousem chystají na mládeži zakázaný film Ve víru vášní. Čuřil je následujícího dne předvolán k řediteli a donucen k přiznání. Neprozradí ale, kdo tam byl s ním, ani kdo vydal pamflet v třídním časopise (to sám neví). Profesor Kolísko zadá domácí úlohu na volné téma. Jindra Benetka napíše, co se mu nelíbí na škole. Totiž že samostatné myšlení je potíráno a je vyžadováno pouze odříkávání naučených textů. Většina učitelského sboru to považuje za porušení kázeňského řádu a okamžitě si odvodí, že Benetka je i autorem zesměšňujícího článku. Proti tomuto absurdnímu tvrzení se staví pouze profesor Bartoš a profesor Gábrlík. Benetkovi hrozí vyloučení z gymnázia. Spolužačka Máňa Hájková se za něj přimluví u nové profesorky Lachoutové, která souhlasí s prof. Bartošem a Gábrlíkem, že je celá záležitost s Benetkou zbytečně dramatizována.
Čuřil pronikne do sborovny a školním rozhlasem vyhlásí nástup před školou. Žáci vyběhnou ven a vytvoří zástupy zrovna když přichází na inspekci zemský školní inspektor Randa. Prof. Lejsal zkouší v septimě latinské věty a žáky nešetří. Když se do jeho třídy přijde podívat zemský školní inspektor, Lejsal otočí a předstírá laskavého učitele. Septimáni situace okamžitě využijí a začnou si vymýšlet záměrně těžké české věty. Lejsal najednou nemá dostatek odvahy, aby je před inspektorem pokáral. Nakonec se omluví a odchází na chvíli ze třídy.
Prof. Bartoš přesvědčí ředitele, aby dal septimánům poslední příležitost k přiznání, kdo je autorem pamfletu. Žákyně Hájková to chce vzít na sebe, ale Bartošovi je to jasné. Nakonec se přizná Boukal, primus třídy, tichý hoch z první lavice. Zákaz účasti na středoškolském poháru je zrušen. Benetka zde vybojuje posledním skokem o tyči středoškolský pohár pro své gymnázium. Po návratu se dozví, že učitelský sbor hlasoval pro lokální vyloučení (tzn. je vyloučen z gymnázia, ale může přestoupit na jinou školu). Proti se postavili profesoři Bartoš, Gábrlík, Lachoutová a Lusk. Profesor Gábrlík upozorní, že roztržitý kolega Koďousek se hlasování neúčastnil. Koďousek si uvědomí, že de facto zavinil Benetkovo vyloučení a dá mu ze svých úspor peníze na dostudování.

## Citáty
„Tak já tedy playu.“ (ředitel oznamuje při tenisu, že bude podávat)
„No dovolte, to je hrozné. Sedněte si, vždyť vy jste cynik. Muška jenom zlatá. Dnešní mládež nemá kouska citu v sobě. Studenti? Vy nejste žádní studenti. Vy jste barbaři! Muška jenom zlatá! Tak dost!“ (prof. Kolísko se rozlítí po Čuřilově laxní recitaci básně)
„Nejprve jsem bloudil ulicemi a potom jsem se toulal po luzích.“ (student Čuřil při výslechu u ředitele, zda byl na zakázaném filmu)
„Já hlasuji rovněž. Protože musím upozornit ze stanoviska tělovýchovného, že dělá báječně kolenotoč.“ (tělocvikář Lusk se vysloví proti lokálnímu vyloučení Jindry Benetky)